# Ezkio
Ezkio (Ezquioga in spagnolo) è un comune spagnolo situato nella comunità autonoma dei Paesi Baschi.
Nel 1965 si fuse col confinante comune di Itsaso, formando il municipio di Ezkio-Itsaso. Nel 2016 i due centri tornarono autonomi.